# Camp Brun

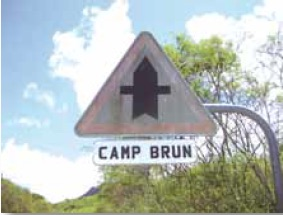
Emplacement du Camp Brun sur la RT1.

Le camp Brun est un camp de forçats de Nouvelle-Calédonie, établi à partir d'avril 1887 sur la propriété d'un riche propriétaire terrien, Gratien Brun, sur la commune de Bouloupari, voisin des travaux de voirie à aménager pour relier la Ouaménie à la plaine de Oua Tom. C'est aujourd'hui une portion de la RT1 entre Bouloupari et La Foa. 

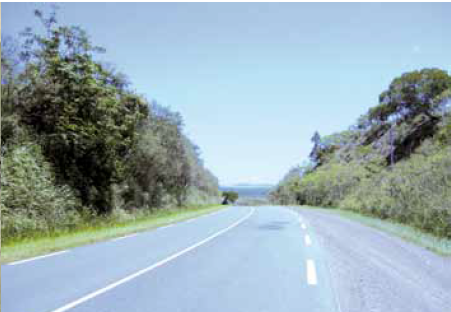
Trouée au niveau du mamelon reliant la Ouaménie à la Oua Tom sur la RT1; travaux réalisés par les forçats du Camp Brun voisin.

Classé comme camp disciplinaire, il abritait entre 130 et 180 récidivistes ou « transportés » jugés dangereux.
Organisé comme un enfer, il a été surnommé camp de l'horreur, camp de l'abattoir, camp de la mort lente,.
Comme l'ensemble du bagne de Nouvelle-Calédonie, il ferme en 1895.
Les origines

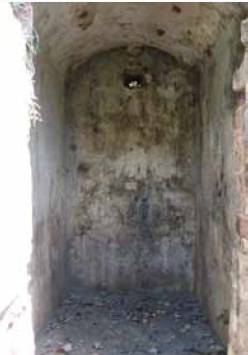
Une des huit cellules individuelles en maçonnerie ou cachot : 1 m x 0,8 m x 2 m du Camp Brun.

Sous l’impulsion du gouverneur Pallu de la Barrière, les travaux routiers lancés par l’Administration pénitentiaire prennent en novembre 1882 une ampleur considérable, notamment pour la construction de la route coloniale n°1 (aujourd'hui la RT1) le long de la côte Ouest, qui doit joindre le chef-lieu en direction de Bourail.
Jusqu’alors « plus de 3 000 hommes étaient claquemurés dans ce bagne et ne produisaient absolument rien », écrit Le Néo-Calédonien du 11 juillet 1884. Six cents condamnés sont dirigés sur le tronçon de route entre Païta et Boulouparis.
Partout, des camps itinérants temporaires, peu sécurisés, se dressent, en fonction de l’avancement des chantiers dont la construction de ponts en pierre de taille, toujours visibles aujourd’hui entre Bouloupari et la Oua Tom. Mais, conséquence de la multiplication de ces camps, les évasions se multiplient. Face à cette recrudescence, l’Administration pénitentiaire décide de construire un camp disciplinaire.
À l’abri des regards...
En 1887, on songe à créer des quartiers disciplinaires, pourtant abandonnés depuis le décret de 1880, pour mater les fortes têtes réfractaires au travail forcé et les récidivistes de l’évasion. La police indigène, particulièrement efficace dans la chasse à l’homme, est alors un auxiliaire de choix pour rattraper les fugitifs.
C’est dans ce contexte qu’ouvrira en avril 1887 un camp dont la sinistre réputation traversera les âges. Ce sera le Camp Brun, situé sur les terrains d’un riche éleveur de la région, Gratien Brun, en bordure de la route coloniale n° 1 alors en construction et qui rapprochera bientôt Boulouparis de Uaraï-Téremba. Ce camp est réservé aux condamnés les plus durs du bagne, les récidivistes d’évasion et les forçats les plus rebelles : les « incorrigibles ». Les conditions de travail et de vie y sont extrêmement difficiles. Entre les violences commises par les surveillants et les actes de barbaries entre condamnés, le Camp Brun sera redouté tout au long de son existence de huit années, même par les plus endurcis qui chercheront par tous les moyens à en sortir.
Cinquante hommes et trois surveillants sont alors envoyés pour préparer le site du camp pénitentiaire disciplinaire. À l’abri des regards, le lieu isolé est idéalement situé sur les hauteurs dominant la plaine de Oua Tom qui sera reliée à la Ouaménie par le percement d’une tranchée en travers de la crête montagneuse : un travail long et pénible auquel les pensionnaires du Camp Brun seront astreints.
Les premiers bâtiments sont construits, dont les cellules individuelles en maçonnerie, des puits sont creusés – seuls vestiges encore visibles aujourd’hui. Les surveillants sont soigneusement choisis parmi les plus sévères et les plus sadiques ! L'effectif du camp ne sera jamais très élevé mais augmentera constamment :  « ... de décembre 1893 à décembre 1894, l’effectif du quartier disciplinaire a presque doublé ; il est monté de 68 à 127... » écrit le Dr Brun-Bourguet dans son rapport de janvier 1895 (1).
Impossible de s’échapper !
« En arrivant au camp, l’homme valide a 0,5 m3 de caillasse à produire par jour.../...  Qu’arrive-t-il cependant ? Ils opposent la force d’inertie et ne font généralement que la moitié ; quelquefois même moins de ce qu’ils sont tenus de faire ; ils sont alors mis au pain sec pour le jour suivant... » écrit dans son rapport présenté en Conseil Privé (réunion des chefs d'administration de la colonie sous la présidence du gouverneur) un fonctionnaire-enquêteur, M. Tommasini, envoyé sur place début 1895 (1). Les incorrigibles punis de cellule (les condamnés punis de cellule sont enfermés dans une prison commune composée de deux pièces avec lits de camp et pouvant contenir 16 hommes chacune ; ils couchent sur un lit de camp et sont mis à la chaîne simple pendant la nuit) subissent ce régime un jour sur trois, mais les plus réfractaires, sont mis au cachot (cellules individuelles quasiment sans lumière) et sont nourris deux jours sur trois au pain sec et à l'eau. Cette punition est infligée régulièrement et en augmentation constante. M. Tommasini indique ainsi les chiffres suivants (1) : « la punition de pain sec a été infligée dans les proportions suivantes : Juillet 1894... 580 fois ; Août... 590 ; Septembre... 720 ; Octobre... 640 ; Novembre... 630 ; Décembre... 695 ; Janvier 1895... 845 ».
| Mois         | Nombre de jours de cellule | Nombre de jours de cachot | Effectif moyen |
| 1894 janvier | 1270                       | 180                       | 112            |
| février      | 1280                       | 170                       | 104            |
| mars         | 1290                       | 200                       | 103            |
| avril        | 1320                       | 190                       | 86             |
| mai          | 1335                       | 200                       | 86             |
| juin         | 1110                       | 210                       | 85             |
| juillet      | 1150                       | 180                       | 88             |
| août         | 1200                       | 280                       | 103            |
| septembre    | 1300                       | 180                       | 120            |
| octobre      | 1390                       | 190                       | 130            |
| novembre     | 1450                       | 220                       | 110            |
| décembre     | 1458                       | 230                       | 122            |
| 1895 janvier | 1055                       | 230                       | 131            |
| TOTAUX :     | 16 608                     | 2600                      | 1380           |

Les horaires de travail sont lourds : de 5 à 10 heures, puis de 13 à 18 heures. Chaque matin les condamnés quittent le camp, enchaînés et torse nu, pour se rendre sur l’un des trois chantiers. Ils sont encadrés par des surveillants de l’Administration pénitentiaire armés de revolvers et de nerfs de bœuf, accompagnés par des chiens et par la police indigène. Les condamnés se plaindront constamment des brutalités infligées : coups et morsures. Et les surveillants n’hésitent pas à tirer sur les forçats : « Le moindre mouvement pour fuir a, comme réplique immédiate, une balle de révolver ou un coup de sagaie bien dirigé. » (2) Tout ceci entraîne des actes de rébellion à chaque fois durement réprimés. On ne s’échappe pas du Camp Brun. Pour en finir avec cette vie de misère, certains condamnés choisissent pourtant de s’enfuir ; tentative vite repérée par la police indigène lancée à leurs trousses. D’autres commettent des meurtres contre d’autres forçats (crimes punis par la peine de mort : une délivrance !), se mutilent physiquement, contractent volontairement des maladies (appelées dans le langage imagé du bagne, le « maquillage ») en s’inoculant toutes sortes de substances avec l’espoir d’être évacués vers l’hôpital. La mort devient l’ultime échappatoire. 
« Mais ces individus ont l’imagination fertile dans le mal. Ils ont trouvé d’autres moyens pour échapper à la besogne. Il n’est pas inutile d’expliquer ici quels sont ces moyens. Bronchite. – En prenant quelques minutes avant la visite du médecin, trois ou quatre boulettes de liège, en bouchon, de la grandeur d’un petit pois et en buvant ensuite un verre d’eau, ils présentent tous les symptômes de cette affection. Dysenterie. – Les disciplinaires la provoquent en avalant pendant deux ou trois jours, trois ou quatre boulettes de savon. Ils ont aussi recours, dans ce cas , mais moins souvent, à la chaux grattée le long des murs qu’ils avalent.../... L’arthrite est provoquée généralement par un fil enduit de tartre dentaire et aussi par un fil de sainbois qu’ils se passent dans les testicules. Phlegmon. – Ils passent une aiguille ou un morceau de bois effilé enduit de tartre dentaire ou bien un fil de sainbois entre cuir et chair. Ces phlegmons, ainsi provoqués et entretenus au moyen de savon, de chaux, de matière fécale, etc... produisent une incapacité de travail de trois mois au moins, si l’ankylose au membre survient. Syphilis. – Avec la noix de marais, les incorrigibles provoquent la syphilis – plaques sur les lèvres, dans la bouche, à la gorge, chancres et plaies aux bourses, etc... et des rétentions d’urine. Maladie des yeux. – Elle est provoquée par l’emploi de chaux, de l’humeur provenant des plaies et par le lait qui sort de la tige de l’herbe dite ''à gendarme''. Ulcères. – Ils frottent fortement la peau avec un morceau de lame jusqu’à ce que la chair apparaisse. Ils appliquent ensuite du savon et de la chaux pendant plusieurs jours et entretiennent l’ulcère en employant le même moyen que pour les phlegmons, etc... » (1).
Et poursuivant dans son rapport, M. Tommasini écrit : « Avant de partir pour le Camp Brun, presque tous les incorrigibles ont soin de se munir d’un étui en tôle qu’ils appellent ''bastringue'' et qu’ils s’introduisent dans l’anus. Cet étui contient généralement des aiguilles, du fil, une lime et une scie. Les aiguilles leur servent pour percer les trous destinés à recevoir les cheveux ou les fils de sainbois provoquant les affections indiquées plus haut. Ils emploient la lime et la scie pour se débarrasser en cas de besoin de leurs fers » (1).
Des forçats affamés
Pour juguler l’hémorragie des mutilations, le commandant du camp met en place un service de corvées adapté aux mutilés qui, loin d’échapper au travail forcé, se voient accablés autrement avec aménagements astucieux de leurs tâches. Du coup, les mutilations diminuent. En plus des punitions classiques (cachot et fers), l’Administration use d’une arme redoutable : la faim. Chaque condamné doit gagner chaque jour sa ration en travaillant, sous peine d’être réduit au régime de base : pain sec  et eau  ; un régime bien insuffisant au regard du travail à accomplir. Cette sanction inhumaine rend les forçats affamés complètement fous, mais elle sera justifiée plus tard, par Auguste Vérignon, le directeur de l’Administration pénitentiaire : « [...] C’est le seul moyen de contraindre au travail ceux sur lesquels tout le poids des autres peines disciplinaires n’a aucune prise... ». Compte-tenu des heures et conditions de travail, souvent sous un soleil de plomb, la ration dite ''normale'' agrémentée de légumes verts récoltés sur place dans un jardin aménagé, suffit à peine à un homme : « Un disciplinaire qui se conduit très bien et qui a la chance de n’être pas puni, a donc pour toute nourriture, 750 g. de pain et 250 g. de viande ; mais il n’est pas difficile d’être mis au pain sec et de voir ainsi supprimer la viande ; ils ne sont pas rares non plus les punis de cellule, dont la ration est réduite à 600 grammes de pain, avec un jour de pain sec sur trois » écrit le Dr Brun-Bourguet, et poursuivant : « Aussi, qu’arrivera-t-il ? C’est que l’homme épuisé, incapable de fournir sa tâche, se fera punir de cachot pour n’avoir pas à aller au chantier, ou se provoquera une maladie telle qu’il faille forcément l’exempter de service, ou encore n’hésitera pas à commettre un crime pour sortir, ne fut-ce que momentanément, du Camp Brun, au risque même de courir à la mort » (1).
La visite impromptue de Noël Pardon
Les rumeurs sur les atrocités commises se diffusent et commencent à alimenter la presse nouméenne. Noël Pardon, nouveau gouverneur depuis le 12 janvier 1889, va de suite s’intéresser aux « activités » du Camp Brun qu’il visite à l’improviste lors de sa première tournée d’inspection en février 1889. Il se présente seul au portail et déclare simplement aux surveillants ahuris : « Je suis le gouverneur ». Ce qu’il découvre est édifiant... L’horreur au quotidien ! Des années plus tard, le journal La Bataille du 8 janvier 1894 relatera cette visite inopinée du gouverneur Noël Pardon au Camp Brun : « […] Les hommes affolés en étaient arrivés à employer tous les moyens pour essayer de sortir d’un tel enfer […] Ils se faisaient de larges plaies qu’ils avivaient avec de la chaux vive, quelques-uns se crevaient les yeux, d’autres à l’aide de cataplasmes faits de plantes broyées se donnaient des maladies d’yeux qui amenaient la cécité […] On les laissa avec leurs plaies, les organes de la vue en décomposition et on les força à travailler sous la menace des mêmes peines disciplinaires que leurs camarades. Ils hurlaient de douleur, mordus jusqu’au cœur par la fièvre traumatique, qu’importait au maître implacable auquel on avait confié tous ces hommes […] il fallait qu’ils succombent […] on les chargeait de sacs de sable, et accablés sous le faix on leur faisait tourner des roues […]. Les “douillets” demandaient à leurs camarades de leur rompre un bras ou une jambe […] au moyen d’un manche de pelle ou de pioche. Voici où en étaient les choses […] quand un beau jour, un homme grand, solide […] entra dans la place. Le chef était à la chasse. Dans un bâtiment de la cour on entendait, dominant les pleurs et les gémissements, des chants et des rires. C’étaient des surveillants qui célébraient je ne sais quelle fête ! En apercevant cet étranger qui avait osé franchir le seuil de l’asile redouté de tous, ils s’informèrent.
- ‘’Je suis le gouverneur !’’ répondit simplement le visiteur. Inutile de dépeindre l’ahurissement des gardes-chiourmes […] »
De retour à Nouméa, Noël Pardon prend immédiatement des mesures : révocation du surveillant-en-chef et du médecin, évacuation des blessés vers l’hôpital de l’île Nou, interdiction d’affamer les condamnés, etc...
Curieusement, les mesures prises par Noël Pardon s’affichent à contre-courant de ce que prépare le ministère. La tendance est en effet au renforcement des mesures disciplinaires. En avril 1892, un nouveau texte instaure « des quartiers et camps disciplinaires pour l’internement des incorrigibles », ce qui légalise de fait le Camp Brun. Les forçats qui avaient entrevu une éclaircie se retrouvent au même point qu’avant la visite impromptue du gouverneur Pardon. Pour trois années encore…
Une bien sinistre légende
L’arrivée du gouverneur Paul Feillet en juin 1894 va enfin sonner le glas du Camp Brun. En mars 1895, le Conseil Privé se penche sérieusement sur son avenir (avec près de 120 pages de rapports sur la situation du camp et de ses pensionnaires), car les travaux de la tranchée de la Oua Tom sont achevés. Il faut alors trouver une nouvelle occupation aux quelque 120 à 150 forçats du camp. On songe alors à déplacer le camp sur l'îlot Téremba, au large du fort du même nom, avec construction (par les bagnards) d'une jetée de plusieurs kilomètres le reliant à la terre ferme avec :  « l’installation d’un tramway du port pour les opérations de chargement et de déchargement des marchandises destinées ou provenant de La Foa, Moindou et Bourail » (1) : un projet pharaonique, vite abandonné ! Dans le même temps, la presse locale continue de dénoncer les atrocités commises : « [...] Il existe dans ce pays béni du ciel, qui fut si longtemps le paradis de la transportation, un enfer impossible, un lieu de damnation progressive et réglementée, plus terrible et plus lugubre que celui du Dante, où les Ugolins du bagne, clos en des murs élevés par quelque sinistre tortionnaire, en arrivent à se tuer pour une bouchée de pain. C’est horrible ! [...] », écrit Sylvio Pellico dans La Vérité du jeudi 24 janvier 1895.
En mars 1895, après sept ans d’existence, le Camp Brun est enfin évacué suite aux rapports accablants présentés en Conseil Privé en mars 1895 ;  le gouverneur Feillet dans sa volonté de « fermer le robinet d’eau sale» en parlant du bagne, ferme également le Camp Brun (3).
Les détenus sont alors transférés au Camp Est. « La rumeur fait alors place à une sinistre légende que l’opacité enveloppant le passé calédonien rendra encore plus mystérieuse [...] » (4).
Sources
(1) Extrait du rapport de la Commission d’enquête sur le Camp Brun présenté en Conseil Privé, le 12 mars 1895, pages 88 à 205.
(2) Extrait de Criminopolis, Paul Mimande, Editions du Caillou, Nouméa, page 76 (1980).
(3) Dans l’enfer du Camp Brun. Sud-Infos n° 7, pages 62-64 (avril 2012).
(4) Un aperçu de la discipline pénitentiaire sous la IIIe République : l’exemple du Camp Brun (1887-1895). Bulletin n° 134 de la SEHNC, pages 3-61 (2003). 